# 西汉列侯列表 (外戚恩泽侯)
下面列出西汉一朝受封列侯的外戚。因功得以分封的外戚也在本表。关于其他的列侯，另见西汉列侯列表 (王子侯)、西汉列侯列表 (功臣侯)。

## 高帝始封

### 臨泗侯
| 臨泗侯（前206年—前203年） |        |      |          |                  |        |
| 傳位                      | 諡號   | 姓名 | 在位年數 | 在位時間         | 备注   |
| 第1代                     | 臨泗侯 | 呂公 | 4年      | 前206年－前203年 | 吕雉父 |

### 周吕侯
| 周吕侯（前201年—前199年） |            |      |          |                  |      |
| 傳位                      | 諡號       | 姓名 | 在位年數 | 在位時間         | 备注 |
| 第1代                     | 周吕令武侯 | 吕澤 | 3年      | 前201年－前199年 |      |

### 鄜侯
| 鄜侯（前198年—前187年） |      |      |          |                  |                  |
| 傳位                    | 諡號 | 姓名 | 在位年數 | 在位時間         | 备注             |
| 第1代                   | 鄜侯 | 吕台 | 12年     | 前198年－前187年 | 吕澤子，改封呂王 |

### 腄侯
| 腄侯（前182年—前180年） |      |      |          |                  |                  |
| 傳位                    | 諡號 | 姓名 | 在位年數 | 在位時間         | 备注             |
| 第1代                   | 腄侯 | 吕通 | 3年      | 前182年－前180年 | 吕台子，改封燕王 |

### 東平侯
| 東平侯（前180年—前180年） |        |      |          |                  |        |
| 傳位                      | 諡號   | 姓名 | 在位年數 | 在位時間         | 备注   |
| 第1代                     | 東平侯 | 吕庀 | 1年      | 前180年－前180年 | 吕通弟 |

### 汶侯
| 汶侯（前187年—前182年） |      |      |          |                  |                  |
| 傳位                    | 諡號 | 姓名 | 在位年數 | 在位時間         | 备注             |
| 第1代                   | 汶侯 | 吕產 | 6年      | 前187年－前182年 | 吕台弟，改封呂王 |

### 建成侯
| 建成侯（前201年—前181年） |          |        |          |                  |                  |
| 傳位                      | 諡號     | 姓名   | 在位年數 | 在位時間         | 备注             |
| 第1代                     | 建成康侯 | 吕釋之 | 9年      | 前201年－前193年 |                  |
| 第2代                     | 建成侯   | 吕則   | 7年      | 前193年－前187年 | 吕釋之子         |
| 第3代                     | 建成侯   | 吕種   | 7年      | 前187年－前181年 | 吕則弟，改封不其 |

### 不其侯
| 不其侯（前181年—前180年） |        |      |          |                  |        |
| 傳位                      | 諡號   | 姓名 | 在位年數 | 在位時間         | 备注   |
| 第1代                     | 不其侯 | 吕種 | 2年      | 前181年－前180年 | 吕則弟 |

### 漢陽侯
| 漢陽侯（前187年—前180年） |        |      |          |                  |        |
| 傳位                      | 諡號   | 姓名 | 在位年數 | 在位時間         | 备注   |
| 第1代                     | 漢陽侯 | 吕禄 | 8年      | 前187年－前180年 | 吕種弟 |

## 高后始封

### 扶柳侯
| 扶柳侯（前187年—前180年） |        |      |          |                  |              |
| 傳位                      | 諡號   | 姓名 | 在位年數 | 在位時間         | 备注         |
| 第1代                     | 扶柳侯 | 呂平 | 8年      | 前187年－前180年 | 吕雉姊長姁子 |

### 襄城侯
| 襄城侯（前187年—前185年） |        |      |          |                  |                      |
| 傳位                      | 諡號   | 姓名 | 在位年數 | 在位時間         | 备注                 |
| 第1代                     | 襄城侯 | 刘義 | 3年      | 前187年－前185年 | 汉惠帝子，改封恒山王 |

### 軹侯
| 軹侯（前187年—前184年） |      |      |          |                  |                      |
| 傳位                    | 諡號 | 姓名 | 在位年數 | 在位時間         | 备注                 |
| 第1代                   | 軹侯 | 刘朝 | 4年      | 前187年－前184年 | 汉惠帝子，改封恒山王 |

### 壺關侯
| 壺關侯（前187年—前182年） |        |      |          |                  |                      |
| 傳位                      | 諡號   | 姓名 | 在位年數 | 在位時間         | 备注                 |
| 第1代                     | 壺關侯 | 刘武 | 6年      | 前187年－前182年 | 汉惠帝子，改封淮陽王 |

### 昌平侯
| 昌平侯（前187年—前181年） |        |      |          |                  |                    |
| 傳位                      | 諡號   | 姓名 | 在位年數 | 在位時間         | 备注               |
| 第1代                     | 昌平侯 | 刘太 | 7年      | 前187年－前181年 | 汉惠帝子，改封呂王 |

### 贅其侯
| 贅其侯（前187年—前180年） |        |      |          |                  |            |
| 傳位                      | 諡號   | 姓名 | 在位年數 | 在位時間         | 备注       |
| 第1代                     | 贅其侯 | 呂勝 | 8年      | 前187年－前180年 | 呂雉昆弟子 |

### 滕侯
| 滕侯（前187年—前180年） |      |        |          |                  |      |
| 傳位                    | 諡號 | 姓名   | 在位年數 | 在位時間         | 备注 |
| 第1代                   | 滕侯 | 呂更始 | 8年      | 前187年－前180年 |      |

### 呂成侯
| 呂成侯（前187年—前180年） |        |      |          |                  |            |
| 傳位                      | 諡號   | 姓名 | 在位年數 | 在位時間         | 备注       |
| 第1代                     | 呂成侯 | 呂忿 | 8年      | 前187年－前180年 | 呂雉昆弟子 |

### 祝茲侯
| 祝茲侯（前180年—前180年） |        |      |          |                  |            |
| 傳位                      | 諡號   | 姓名 | 在位年數 | 在位時間         | 备注       |
| 第1代                     | 祝茲侯 | 呂瑩 | 1年      | 前180年－前180年 | 呂雉昆弟子 |

### 建陵侯
| 建陵侯（前180年—前180年） |        |      |          |                  |      |
| 傳位                      | 諡號   | 姓名 | 在位年數 | 在位時間         | 备注 |
| 第1代                     | 建陵侯 | 張泽 | 1年      | 前180年－前180年 |      |

## 文帝始封

### 軹侯
| 軹侯（前179年—？） |        |        |          |                  |          |
| 傳位               | 諡號   | 姓名   | 在位年數 | 在位時間         | 备注     |
| 第1代              | 軹侯   | 薄昭   | 10年     | 前179年－前170年 |          |
| 第2代              | 軹易侯 | 薄戎奴 | 30年     | 前169年－前140年 | 薄昭子   |
| 第3代              | 軹侯   | 薄梁   | 1年      | 前139年－？      | 薄戎奴子 |

### 鄔侯
| 鄔侯（前179年—前173年） |      |      |          |                  |      |
| 傳位                    | 諡號 | 姓名 | 在位年數 | 在位時間         | 备注 |
| 第1代                   | 鄔侯 | 駟鈞 | 7年      | 前179年－前173年 |      |

### 周陽侯
| 周陽侯（前179年—前173年） |        |      |          |                  |      |
| 傳位                      | 諡號   | 姓名 | 在位年數 | 在位時間         | 备注 |
| 第1代                     | 周陽侯 | 趙兼 | 7年      | 前179年－前173年 |      |

## 景帝始封

### 章武侯
| 章武侯（前157年—前122年） |          |        |          |                  |          |
| 傳位                      | 諡號     | 姓名   | 在位年數 | 在位時間         | 备注     |
| 第1代                     | 章武景侯 | 竇廣國 | 7年      | 前157年－前151年 | 竇太后弟 |
| 第2代                     | 章武共侯 | 竇定   | 18年     | 前150年－前133年 | 竇廣國子 |
| 第3代                     | 章武侯   | 竇常生 | 11年     | 前132年－前122年 | 竇定子   |

### 南皮侯
| 南皮侯（前157年—前112年） |          |        |          |                  |            |
| 傳位                      | 諡號     | 姓名   | 在位年數 | 在位時間         | 备注       |
| 第1代                     | 南皮侯   | 竇彭祖 | 21年     | 前157年－前137年 | 竇太后兄子 |
| 第2代                     | 南皮夷侯 | 竇良   | 5年      | 前135年－前131年 | 竇彭祖子   |
| 第3代                     | 南皮侯   | 竇桑林 | 19年     | 前130年－前112年 | 竇良子     |

### 魏其侯
| 魏其侯（前154年—前131年） |        |      |          |                  |              |
| 傳位                      | 諡號   | 姓名 | 在位年數 | 在位時間         | 备注         |
| 第1代                     | 魏其侯 | 竇嬰 | 24年     | 前154年－前131年 | 竇太后昆弟子 |

### 蓋侯
| 蓋侯（前145年—前112年） |        |      |          |                  |          |
| 傳位                    | 諡號   | 姓名 | 在位年數 | 在位時間         | 备注     |
| 第1代                   | 蓋靖侯 | 王信 | 25年     | 前145年－前121年 | 王皇后兄 |
| 第2代                   | 蓋頃侯 | 王充 |          | 前120年－？      | 王信子   |
| 第3代                   | 蓋侯   | 王受 |          | ？－前112年      | 王充子   |

## 武帝始封

### 武安侯
| 武安侯（前141年—前126年） |        |      |          |                  |              |
| 傳位                      | 諡號   | 姓名 | 在位年數 | 在位時間         | 备注         |
| 第1代                     | 武安侯 | 田蚡 | 10年     | 前141年－前132年 | 王太后同母弟 |
| 第2代                     | 武安侯 | 田恬 | 6年      | 前131年－前126年 | 田蚡子       |

### 周陽侯
| 周陽侯（前141年—前120年） |          |      |          |                  |              |
| 傳位                      | 諡號     | 姓名 | 在位年數 | 在位時間         | 备注         |
| 第1代                     | 周陽懿侯 | 田勝 | 12年     | 前141年－前130年 | 王太后同母弟 |
| 第2代                     | 周陽侯   | 田祖 | 10年     | 前129年－前120年 | 田勝子       |

### 翕侯
| 翕國（前131年—前123年） |      |      |          |                  |      |
| 傳位                    | 諡號 | 姓名 | 在位年數 | 在位時間         | 备注 |
| 第1代                   | 翕侯 | 趙信 | 9年      | 前131年－前123年 |      |

### 冝春侯
| 冝春侯（前124年—前116年） |        |      |          |                  |        |
| 傳位                      | 諡號   | 姓名 | 在位年數 | 在位時間         | 备注   |
| 第1代                     | 冝春侯 | 衞伉 | 9年      | 前124年－前116年 | 衞青子 |

### 陰安侯
| 陰安侯（前124年—前112年） |        |        |          |                  |        |
| 傳位                      | 諡號   | 姓名   | 在位年數 | 在位時間         | 备注   |
| 第1代                     | 陰安侯 | 衞不疑 | 13年     | 前124年－前112年 | 衞青子 |

### 發干侯
| 發干侯（前124年—前112年） |        |      |          |                  |        |
| 傳位                      | 諡號   | 姓名 | 在位年數 | 在位時間         | 备注   |
| 第1代                     | 發干侯 | 衞登 | 13年     | 前124年－前112年 | 衞青子 |

### 平津侯
| 平津侯（前126年—前107年） |          |        |          |                  |          |
| 傳位                      | 諡號     | 姓名   | 在位年數 | 在位時間         | 备注     |
| 第1代                     | 平津獻侯 | 公孫弘 | 6年      | 前126年－前121年 |          |
| 第2代                     | 平津侯   | 公孫度 | 14年     | 前120年－前107年 | 公孫弘子 |

### 樂平侯
| 樂平侯（前68年—前66年） |        |      |          |                |          |
| 傳位                    | 諡號   | 姓名 | 在位年數 | 在位時間       | 备注     |
| 第1代                   | 樂平侯 | 霍山 | 3年      | 前68年－前66年 | 霍去病孫 |

### 冠陽侯
| 冠陽侯（前67年—前66年） |        |      |          |                |        |
| 傳位                    | 諡號   | 姓名 | 在位年數 | 在位時間       | 备注   |
| 第1代                   | 冠陽侯 | 霍雲 | 2年      | 前67年－前66年 | 霍山弟 |

### 周子南君
| 周子南君（前113年—前44年） |          |        |          |                  |              |
| 傳位                       | 諡號     | 姓名   | 在位年數 | 在位時間         | 备注         |
| 第1代                      | 周子南君 | 姬嘉   | 6年      | 前113年－前108年 | 周朝后裔     |
| 第2代                      | 周子南君 | 姬置   | 24年     | 前107年－前84年  | 姬嘉子       |
| 第3代                      | 周子南君 | 姬當   | 17年     | 前83年－前67年   | 姬置子       |
| 第4代                      | 周子南君 | 姬延年 | 22年     | 前65年－前44年   | 紹封，姬當弟 |

### 周承休侯
| 周承休侯（前44年—41年） |            |        |          |                |                  |
| 傳位                    | 諡號       | 姓名   | 在位年數 | 在位時間       | 备注             |
| 第1代                   | 周承休考侯 | 姬延年 | 8年      | 前44年－前37年 | 姬當弟           |
| 第2代                   | 周承休質侯 | 姬安   | 4年      | 前36年－前33年 | 姬延年子         |
| 第3代                   | 周承休釐侯 | 姬世   | 8年      | 前23年－前16年 | 姬安子           |
| 第4代                   | 周承休侯   | 姬當   | 8年      | 前15年－前8年  | 姬世子           |
| 第4代                   | 周承休公   | 姬當   | 12年     | 前8年－4年     | 姬世子           |
| 第4代                   | 鄭公       | 姬當   | 6年      | 4年－9年       | 姬世子           |
| 第4代                   | 章牟公     | 姬當   | 5年      | 9年－13年      | 姬世子           |
| 第5代                   | 章牟公     | 姬常   | 18年     | 9年－26年      | 姬當子           |
| 第5代                   | 周承休侯   | 姬常   | 3年      | 26年－28年     | 姬當子           |
| 第6代                   | 周承休侯   | 姬武   | 14年     | 29年－41年     | 姬常子，改封衞公 |

### 樂通侯
| 樂通侯（前113年—前108年） |        |      |          |                  |      |
| 傳位                      | 諡號   | 姓名 | 在位年數 | 在位時間         | 备注 |
| 第1代                     | 樂通侯 | 欒大 | 6年      | 前113年－前108年 |      |

### 牧丘侯
| 牧丘侯（前112年—前100年） |          |      |          |                  |        |
| 傳位                      | 諡號     | 姓名 | 在位年數 | 在位時間         | 备注   |
| 第1代                     | 牧丘恬侯 | 石慶 | 10年     | 前112年－前103年 |        |
| 第2代                     | 牧丘侯   | 石德 | 3年      | 前102年－前100年 | 石慶子 |

### 富民侯
| 富民侯（前89年—前71年） |          |        |          |                |          |
| 傳位                    | 諡號     | 姓名   | 在位年數 | 在位時間       | 备注     |
| 第1代                   | 富民定侯 | 車千秋 | 12年     | 前89年－前78年 |          |
| 第2代                   | 富民侯   | 車順   | 7年      | 前77年－前71年 | 車千秋子 |

## 昭帝始封

### 博陸侯
| 博陸侯（前85年—9年） |            |      |          |                |                      |
| 傳位                 | 諡號       | 姓名 | 在位年數 | 在位時間       | 备注                 |
| 第1代                | 博陸宣成侯 | 霍光 | 17年     | 前85年－前69年 |                      |
| 第2代                | 博陸侯     | 霍禹 | 5年      | 前68年－前64年 | 霍光子               |
| 第3代                | 博陸侯     | 霍陽 | 8年      | 2年－9年       | 紹封，霍光從弟之曾孫 |

### 安陽侯
| 安陽侯（前85年—前80年） |        |        |          |                |              |
| 傳位                    | 諡號   | 姓名   | 在位年數 | 在位時間       | 备注         |
| 第1代                   | 安陽侯 | 上官桀 | 6年      | 前85年－前80年 | 上官皇后祖父 |

### 桑樂侯
| 桑樂侯（前82年—前80年） |        |        |          |                |            |
| 傳位                    | 諡號   | 姓名   | 在位年數 | 在位時間       | 备注       |
| 第1代                   | 桑樂侯 | 上官安 | 3年      | 前82年－前80年 | 上官皇后父 |

### 冝春侯
| 冝春侯（前77年—23年） |          |      |          |                |        |
| 傳位                  | 諡號     | 姓名 | 在位年數 | 在位時間       | 备注   |
| 第1代                 | 冝春敬侯 | 王訢 | 2年      | 前77年－前76年 |        |
| 第2代                 | 冝春康侯 | 王譚 | 45年     | 前75年－前31年 | 王訢子 |
| 第3代                 | 冝春孝侯 | 王咸 | 18年     | 前30年－前13年 | 王譚子 |
| 第4代                 | 冝春釐侯 | 王章 | 8年      | 前12年－前5年  | 王咸子 |
| 第5代                 | 冝春侯   | 王強 | 27年     | 前4年－23年    | 王章子 |

### 安平侯
| 安平侯（前75年—23年） |          |      |          |                |        |
| 傳位                  | 諡號     | 姓名 | 在位年數 | 在位時間       | 备注   |
| 第1代                 | 安平敬侯 | 楊敞 | 1年      | 前75年－前75年 |        |
| 第2代                 | 安平頃侯 | 楊忠 | 11年     | 前74年－前64年 | 楊敞子 |
| 第3代                 | 安平侯   | 楊譚 | 10年     | 前63年－前54年 | 楊忠子 |

### 富平侯
| 富平侯（前75年—12年） |          |                 |          |                |                    |
| 傳位                  | 諡號     | 姓名            | 在位年數 | 在位時間       | 备注               |
| 第1代                 | 富平敬侯 | 張安世          | 13年     | 前75年－前63年 |                    |
| 第2代                 | 富平愛侯 | 張延壽          | 11年     | 前62年－前52年 | 張安世子           |
| 第3代                 | 富平繆侯 | 張勃 （又名敞） | 4年      | 前51年－前48年 |                    |
| 第4代                 | 富平共侯 | 張臨            | 15年     | 前47年－前33年 | 張敞子             |
| 第5代                 | 富平思侯 | 張放            | 26年     | 前32年－前7年  | 張臨子             |
| 第6代                 | 富平侯   | 張純            | 18年     | 前6年－12年    | 張放子，改封張郷侯 |

### 陽都侯
| 陽都侯（前63年—前59年） |        |        |          |                |          |
| 傳位                    | 諡號   | 姓名   | 在位年數 | 在位時間       | 备注     |
| 第1代                   | 陽都侯 | 張彭祖 | 5年      | 前63年－前59年 | 張安世子 |

### 陽平侯
| 陽平侯（前74年—前70年） |          |      |          |                |      |
| 傳位                    | 諡號     | 姓名 | 在位年數 | 在位時間       | 备注 |
| 第1代                   | 陽平節侯 | 蔡義 | 5年      | 前74年－前70年 |      |

## 宣帝始封

### 營平侯
| 營平侯（前73年—前10年） |          |        |          |                |          |
| 傳位                    | 諡號     | 姓名   | 在位年數 | 在位時間       | 备注     |
| 第1代                   | 營平壯侯 | 趙充國 | 22年     | 前73年－前52年 |          |
| 第2代                   | 營平質侯 | 趙弘   | 22年     | 前51年－前30年 | 趙充侯子 |
| 第3代                   | 營平考侯 | 趙欽   | 7年      | 前29年－前23年 | 趙弘子   |
| 第4代                   | 營平侯   | 趙岑   | 13年     | 前22年－前10年 | 趙欽子   |

### 平丘侯
| 平丘侯（前73年—前68年） |        |      |          |                |      |
| 傳位                    | 諡號   | 姓名 | 在位年數 | 在位時間       | 备注 |
| 第1代                   | 平丘侯 | 王遷 | 6年      | 前73年－前68年 |      |

### 昌水侯
| 昌水侯（前73年—前70年） |        |        |          |                |      |
| 傳位                    | 諡號   | 姓名   | 在位年數 | 在位時間       | 备注 |
| 第1代                   | 昌水侯 | 田廣明 | 4年      | 前73年－前70年 |      |

### 陽城侯
| 陽城侯（前73年—前71年） |        |        |          |                |      |
| 傳位                    | 諡號   | 姓名   | 在位年數 | 在位時間       | 备注 |
| 第1代                   | 陽城侯 | 田延年 | 3年      | 前73年－前71年 |      |

### 爰氏侯
| 爰氏侯（前73年—23年） |          |        |          |                |                  |
| 傳位                  | 諡號     | 姓名   | 在位年數 | 在位時間       | 备注             |
| 第1代                 | 爰氏肅侯 | 史樂成 | 1年      | 前73年－前73年 |                  |
| 第2代                 | 爰氏康侯 | 史輔   | 3年      | 前72年－前70年 | 史樂成子         |
| 第3代                 | 爰氏哀侯 | 史臨   | 3年      | 前69年－前67年 | 史輔子           |
| 第4代                 | 爰氏侯   | 史鳳   | 19年     | 5年－23年      | 紹封，史樂成曾孫 |

### 扶陽侯
| 扶陽侯（前73年—23年） |          |        |          |                |          |
| 傳位                  | 諡號     | 姓名   | 在位年數 | 在位時間       | 备注     |
| 第1代                 | 扶陽節侯 | 韋賢   | 10年     | 前71年－前62年 |          |
| 第2代                 | 扶陽共侯 | 韋玄成 | 10年     | 前61年－前52年 | 韋賢子   |
| 复封                  | 扶陽共侯 | 韋玄成 | 6年      | 前42年－前37年 | 韋賢子   |
| 第3代                 | 扶陽頃侯 | 韋寬   | 24年     | 前36年－前13年 | 韋玄成子 |
| 第4代                 | 扶陽釐侯 | 韋育   |          | 前12年－？     | 韋寬子   |
| 第5代                 | 扶陽侯   | 韋湛   |          | ？－23年       | 韋育子   |

### 平恩侯
| 平恩侯（前67年—23年） |          |        |          |                |                  |
| 傳位                  | 諡號     | 姓名   | 在位年數 | 在位時間       | 备注             |
| 第1代                 | 平恩戴侯 | 許廣漢 | 7年      | 前67年－前61年 | 許皇后父         |
| 第2代                 | 平恩共侯 | 許嘉   | 22年     | 前48年－前27年 | 紹封，許廣漢弟子 |
| 第3代                 | 平恩嚴侯 | 許況   | 7年      | 前26年－前20年 | 許嘉子           |
| 第4代                 | 平恩質侯 | 許旦   | 29年     | 前19年－10年   | 許況子           |
| 第5代                 | 平恩侯   | 許敬   | 12年     | 12年－23年     | 許旦子           |

### 高平侯
| 高平侯（前67年—前53年） |          |      |          |                |        |
| 傳位                    | 諡號     | 姓名 | 在位年數 | 在位時間       | 备注   |
| 第1代                   | 高平憲侯 | 魏相 | 8年      | 前67年－前60年 |        |
| 第2代                   | 高平侯   | 魏弘 | 7年      | 前59年－前53年 | 魏相子 |

### 平昌侯
| 平昌侯（前66年—？） |          |        |          |                |          |
| 傳位                | 諡號     | 姓名   | 在位年數 | 在位時間       | 备注     |
| 第1代               | 平昌節侯 | 王無故 | 9年      | 前66年－前58年 |          |
| 第2代               | 平昌考侯 | 王接   | 16年     | 前57年－前42年 | 王無故子 |
| 第3代               | 平昌釐侯 | 王臨   | 21年     | 前41年－前21年 | 王接子   |
| 第4代               | 平昌侯   | 王獲   |          | 前20年－？     | 王臨子   |
| 复封                | 平昌侯   | 王獲   |          | 29年－？       | 王臨子   |

### 樂昌侯
| 樂昌侯（前66年—3年） |          |      |          |                |        |
| 傳位                 | 諡號     | 姓名 | 在位年數 | 在位時間       | 备注   |
| 第1代                | 樂昌共侯 | 王武 | 14年     | 前66年－前53年 |        |
| 第2代                | 樂昌戾侯 | 王商 | 27年     | 前52年－前26年 | 王武子 |
| 第3代                | 樂昌侯   | 王安 | 28年     | 前25年－3年    | 王商子 |

### 陽城侯
| 陽城侯（前66年—23年） |          |        |          |                |          |
| 傳位                  | 諡號     | 姓名   | 在位年數 | 在位時間       | 备注     |
| 第1代                 | 陽城繆侯 | 劉德   | 10年     | 前66年－前57年 |          |
| 第2代                 | 陽城節侯 | 劉安民 | 8年      | 前56年－前49年 | 劉德子   |
| 第3代                 | 陽城釐侯 | 劉慶忌 | 21年     | 前48年－前28年 | 劉安民子 |
| 第4代                 | 陽城侯   | 劉颯   | 18年     | 6年－23年      | 劉慶忌子 |

### 樂陵侯
| 樂陵侯（前66年—23年） |          |      |          |                |                |
| 傳位                  | 諡號     | 姓名 | 在位年數 | 在位時間       | 备注           |
| 第1代                 | 樂陵安侯 | 史高 | 24年     | 前66年－前43年 |                |
| 第2代                 | 樂陵嚴侯 | 史術 | 11年     | 前42年－前32年 | 史高子         |
| 第3代                 | 樂陵康侯 | 史崇 | 5年      | 前31年－前27年 | 史術子         |
| 第4代                 | 樂陵侯   | 史岑 | 20年     | 4年－23年      | 紹封，史高曾孫 |

### 武陽侯
| 武陽侯（前20年—23年） |          |      |          |                |        |
| 傳位                  | 諡號     | 姓名 | 在位年數 | 在位時間       | 备注   |
| 第1代                 | 武陽頃侯 | 史丹 | 7年      | 前20年－前14年 | 史高子 |
| 第2代                 | 武陽煬侯 | 史邯 | 11年     | 前13年－前3年  | 史丹子 |
| 第3代                 | 武陽侯   | 史獲 | 24年     | 前1年－23年    | 史邯子 |

### 邛成侯
| 邛成侯（前64年—23年） |          |        |          |                |                  |
| 傳位                  | 諡號     | 姓名   | 在位年數 | 在位時間       | 备注             |
| 第1代                 | 邛成共侯 | 王奉光 | 18年     | 前64年－前47年 |                  |
| 第2代                 | 邛成侯   | 王敞   | 28年     | 前47年－前20年 | 王奉光子         |
| 第3代                 | 邛成侯   | 王勳   | 15年     | 前19年－前5年  | 王敞子           |
| 第4代                 | 邛成侯   | 王堅固 | 23年     | 1年－23年      | 紹封，王奉光曾孫 |

### 安平侯
| 安平侯（前48年—23年） |          |      |          |                |          |
| 傳位                  | 諡號     | 姓名 | 在位年數 | 在位時間       | 备注     |
| 第1代                 | 安平夷侯 | 王舜 | 13年     | 前48年－前36年 | 王奉光子 |
| 第2代                 | 安平剛侯 | 王章 | 14年     | 前35年－前22年 | 王舜子   |
| 第3代                 | 安平釐侯 | 王淵 | 25年     | 前21年－4年    | 王章子   |
| 第4代                 | 安平懷侯 | 王買 | 19年     | 5年－23年      | 王淵子   |

### 將陵侯
| 將陵侯（前64年—前58年） |          |      |          |                |      |
| 傳位                    | 諡號     | 姓名 | 在位年數 | 在位時間       | 备注 |
| 第1代                   | 將陵哀侯 | 史曾 | 7年      | 前64年－前58年 |      |

### 平臺侯
| 平臺侯（前64年—？） |          |      |          |                |        |
| 傳位                | 諡號     | 姓名 | 在位年數 | 在位時間       | 备注   |
| 第1代               | 平臺康侯 | 史玄 | 25年     | 前64年－前40年 |        |
| 第2代               | 平臺戴侯 | 史恁 | 19年     | 前39年－前21年 | 史玄子 |
| 第3代               | 平臺侯   | 史習 |          | 前20年－？     | 史恁子 |

### 博望侯
| 博望侯（前64年—23年） |          |        |          |                |              |
| 傳位                  | 諡號     | 姓名   | 在位年數 | 在位時間       | 备注         |
| 第1代                 | 博望頃侯 | 許舜   | 4年      | 前64年－前61年 |              |
| 第2代                 | 博望康侯 | 許敞   | 8年      | 前59年－前52年 | 許舜子       |
| 第3代                 | 博望戾侯 | 許黨   | 26年     | 前51年－前26年 | 許敞子       |
| 第4代                 | 博望釐侯 | 許並   |          | 前25年－？     | 許黨子       |
| 第5代                 | 博望侯   | 許報子 | 34年     | 前11年－23年   | 紹封，許並弟 |

### 樂成侯
| 樂成侯（前64年—23年） |          |        |          |                |              |
| 傳位                  | 諡號     | 姓名   | 在位年數 | 在位時間       | 备注         |
| 第1代                 | 樂成敬侯 | 許延壽 | 10年     | 前64年－前55年 |              |
| 第2代                 | 樂成思侯 | 許湯   | 6年      | 前53年－前48年 | 許延壽子     |
| 第3代                 | 樂成哀侯 | 許常   | 9年      | 前47年－前39年 | 許湯子       |
| 第4代                 | 樂成康侯 | 許去疾 | 21年     | 前38年－前18年 | 許常子       |
| 第5代                 | 樂成節侯 | 許恭   |          | 前11年－？     | 紹封，許常弟 |
| 第6代                 | 樂成侯   | 許修   |          | ？－23年       | 許恭子       |

### 博陽侯
| 博陽侯（前63年—23年） |          |        |          |                |              |
| 傳位                  | 諡號     | 姓名   | 在位年數 | 在位時間       | 备注         |
| 第1代                 | 博陽定侯 | 丙吉   | 8年      | 前63年－前56年 |              |
| 第2代                 | 博陽侯   | 丙顯   | 3年      | 前55年－前53年 | 丙吉子       |
| 第3代                 | 博陽康侯 | 丙昌   | 21年     | 前20年－1年    | 紹封，丙吉孫 |
| 第4代                 | 博陽釐侯 | 丙並   |          | 2年－？        | 丙昌子       |
| 第5代                 | 博陽釐侯 | 丙勝客 |          | ？－23年       | 丙並子       |

### 建成侯
| 建成侯（前55年—23年） |          |      |          |                |        |
| 傳位                  | 諡號     | 姓名 | 在位年數 | 在位時間       | 备注   |
| 第1代                 | 建成定侯 | 黃霸 | 4年      | 前55年－前52年 |        |
| 第2代                 | 建成思侯 | 黃賞 | 30年     | 前51年－前22年 | 黃霸子 |
| 第3代                 | 建成忠侯 | 黃輔 | 27年     | 前21年－6年    | 黃賞子 |
| 第4代                 | 建成侯   | 黃輔 | 16年     | 7年－23年      | 黃輔子 |

### 西平侯
| 西平侯（前51年—23年） |          |        |          |                |          |
| 傳位                  | 諡號     | 姓名   | 在位年數 | 在位時間       | 备注     |
| 第1代                 | 西平安侯 | 于定國 | 11年     | 前51年－前41年 |          |
| 第2代                 | 西平頃侯 | 于永   | 20年     | 前40年－前21年 | 于定國子 |
| 第3代                 | 西平侯   | 于恬   | 43年     | 前20年－23年   | 于永子   |

## 元帝始封

### 陽平侯
| 陽平侯（前48年—23年） |            |      |          |                |          |
| 傳位                  | 諡號       | 姓名 | 在位年數 | 在位時間       | 备注     |
| 第1代                 | 陽平頃侯   | 王禁 | 6年      | 前48年－前43年 | 王政君父 |
| 第2代                 | 陽平敬成侯 | 王鳳 | 20年     | 前42年－前23年 | 王禁子   |
| 第3代                 | 陽平釐侯   | 王襄 | 19年     | 前22年－前4年  | 王鳳子   |
| 第4代                 | 陽平康侯   | 王岑 | 13年     | 前3年－10年    | 王襄子   |
| 第5代                 | 陽平侯     | 王莫 | 13年     | 11年－23年     | 王岑子   |

### 安成侯
| 安成侯（前32年—23年） |          |        |          |                |            |
| 傳位                  | 諡號     | 姓名   | 在位年數 | 在位時間       | 备注       |
| 第1代                 | 安成共侯 | 王崇   | 2年      | 前32年－前31年 | 王政君母弟 |
| 第2代                 | 安成靖侯 | 王奉世 | 39年     | 前30年－9年    | 王崇子     |
| 第3代                 | 安成侯   | 王持弓 | 14年     | 10年－23年     | 王奉世子   |

### 平阿侯
| 平阿侯（前27年—26年） |          |      |          |                |                    |
| 傳位                  | 諡號     | 姓名 | 在位年數 | 在位時間       | 备注               |
| 第1代                 | 平阿安侯 | 王譚 | 11年     | 前27年－前17年 | 王政君弟           |
| 第2代                 | 平阿剌侯 | 王仁 | 19年     | 前16年－3年    | 王譚子，为王莽所杀 |
| 第3代                 | 平阿侯   | 王述 | 23年     | 4年－26年      | 王仁子             |

### 成都侯
| 成都侯（前27年—9年） |            |      |          |                |                          |
| 傳位                 | 諡號       | 姓名 | 在位年數 | 在位時間       | 备注                     |
| 第1代                | 成都景成侯 | 王商 | 16年     | 前27年－前12年 | 王政君弟                 |
| 第2代                | 成都侯     | 王況 | 5年      | 前11年－前7年  | 王商子                   |
| 第3代                | 成都侯     | 王邑 | 14年     | 前5年－9年     | 紹封，王況弟，改封隆信公 |

### 紅陽侯
| 紅陽侯（前27年—？） |          |      |          |             |                                  |
| 傳位                | 諡號     | 姓名 | 在位年數 | 在位時間    | 备注                             |
| 第1代               | 紅陽荒侯 | 王立 | 30年     | 前27年－3年 | 王政君弟                         |
| 第2代               | 紅陽侯   | 王丹 | 20年     | 4年－23年   | 王立子，与光武帝刘秀有旧，战死   |
| 第3代               | 武桓侯   | 王泓 |          | 25年－？    | 丹子，丹为光武帝将军，战死，子侯 |

### 曲陽侯
| 曲陽侯（前27年—9年） |          |      |          |               |                                |
| 傳位                 | 諡號     | 姓名 | 在位年數 | 在位時間      | 备注                           |
| 第1代                | 曲陽煬侯 | 王根 | 21年     | 前27年－前7年 | 王政君弟                       |
| 第2代                | 曲陽侯   | 王涉 | 15年     | 前6年－9年    | 王根子，改封直道公，为王莽所杀 |

### 高平侯
| 高平侯（前27年—23年） |          |        |          |                |          |
| 傳位                  | 諡號     | 姓名   | 在位年數 | 在位時間       | 备注     |
| 第1代                 | 高平戴侯 | 王逢時 | 18年     | 前27年－前10年 | 王政君弟 |
| 第2代                 | 高平侯   | 王置   | 32年     | 前9年－23年    | 王逢時子 |

### 新都侯
| 新都侯（前16年—9年） |        |      |          |             |            |
| 傳位                 | 諡號   | 姓名 | 在位年數 | 在位時間    | 备注       |
| 第1代                | 新都侯 | 王莽 | 25年     | 前16年－9年 | 王政君弟子 |

### 襃新侯
| 襃新侯（4年—9年） |        |      |          |          |                    |
| 傳位              | 諡號   | 姓名 | 在位年數 | 在位時間 | 备注               |
| 第1代             | 襃新侯 | 王安 | 6年      | 4年－9年 | 王莽子，改封信遷公 |

### 賞都侯
| 賞都侯（4年—9年） |        |      |          |          |                      |
| 傳位              | 諡號   | 姓名 | 在位年數 | 在位時間 | 备注                 |
| 第1代             | 賞都侯 | 王臨 | 6年      | 4年－9年 | 王莽子，改封統義陽王 |

### 樂安侯
| 樂安侯（前36年—前29年） |        |      |          |                |      |
| 傳位                    | 諡號   | 姓名 | 在位年數 | 在位時間       | 备注 |
| 第1代                   | 樂安侯 | 匡衡 | 8年      | 前36年－前29年 |      |

## 成帝始封

### 安昌侯
| 安昌侯（前25年—23年） |          |      |          |               |        |
| 傳位                  | 諡號     | 姓名 | 在位年數 | 在位時間      | 备注   |
| 第1代                 | 安昌節侯 | 張禹 | 21年     | 前25年－前5年 |        |
| 第2代                 | 安昌侯   | 張宏 | 28年     | 前5年－23年   | 張禹子 |

### 高陽侯
| 高陽侯（前20年—23年） |        |      |          |                |      |
| 傳位                  | 諡號   | 姓名 | 在位年數 | 在位時間       | 备注 |
| 第1代                 | 高陽侯 | 薛宣 | 6年      | 前20年－前15年 |      |
| 复封                  | 高陽侯 | 薛宣 | 9年      | 前15年－前7年  |      |

### 安陽侯
| 安陽侯（前20年—23年） |          |      |          |                |                    |
| 傳位                  | 諡號     | 姓名 | 在位年數 | 在位時間       | 备注               |
| 第1代                 | 安陽敬侯 | 王音 | 5年      | 前20年－前16年 | 王政君從弟         |
| 第2代                 | 安陽侯   | 王舜 | 23年     | 前15年－9年    | 王音子，改封安新公 |

### 成陽侯
| 成陽侯（前16年—前6年） |          |      |          |                |          |
| 傳位                   | 諡號     | 姓名 | 在位年數 | 在位時間       | 备注     |
| 第1代                  | 成陽節侯 | 趙臨 | 5年      | 前16年－前12年 | 趙飞燕父 |
| 第2代                  | 成陽侯   | 趙訢 | 6年      | 前11年－前6年  | 趙臨子   |

### 新成侯
| 新成侯（前7年—前6年） |        |      |          |              |          |
| 傳位                  | 諡號   | 姓名 | 在位年數 | 在位時間     | 备注     |
| 第1代                 | 新成侯 | 趙欽 | 2年      | 前7年－前6年 | 趙飞燕弟 |

### 高陵侯
| 高陵侯（前15年—6年） |          |        |          |               |          |
| 傳位                 | 諡號     | 姓名   | 在位年數 | 在位時間      | 备注     |
| 第1代                | 高陵共侯 | 翟方進 | 8年      | 前15年－前8年 |          |
| 第2代                | 高陵侯   | 翟宣   | 13年     | 前7年－6年    | 翟方進子 |

### 定陵侯
| 定陵侯（前10年—前8年） |        |        |          |               |            |
| 傳位                   | 諡號   | 姓名   | 在位年數 | 在位時間      | 备注       |
| 第1代                  | 定陵侯 | 淳于長 | 3年      | 前10年－前8年 | 王政君姊子 |

### 殷紹嘉侯
| 殷紹嘉侯（前8年—2年） |          |        |          |            |                |
| 傳位                  | 諡號     | 姓名   | 在位年數 | 在位時間   | 备注           |
| 第1代                 | 殷紹嘉侯 | 孔何齊 | 10年     | 前8年－2年 | 殷後，改封宋公 |

### 冝郷侯
| 冝郷侯（前8年—前6年） |        |      |          |              |              |
| 傳位                  | 諡號   | 姓名 | 在位年數 | 在位時間     | 备注         |
| 第1代                 | 冝郷侯 | 馮參 | 3年      | 前8年－前6年 | 中山王刘兴舅 |

### 氾郷侯
| 氾郷侯（前8年—12年） |          |      |          |            |        |
| 傳位                 | 諡號     | 姓名 | 在位年數 | 在位時間   | 备注   |
| 第1代                | 氾郷剌侯 | 何武 | 11年     | 前8年－3年 |        |
| 第2代                | 氾郷侯   | 何況 | 9年      | 4年－12年  | 何武子 |

### 博山侯
| 博山侯（前7年—23年） |            |      |          |              |        |
| 傳位                 | 諡號       | 姓名 | 在位年數 | 在位時間     | 备注   |
| 第1代                | 博山簡烈侯 | 孔光 | 3年      | 前7年－前5年 |        |
| 复封                 | 博山簡烈侯 | 孔光 | 6年      | 前2年－4年   |        |
| 第2代                | 博山侯     | 孔放 | 19年     | 5年－23年    | 孔光子 |

## 哀帝始封

### 陽安侯
| 陽安侯（前7年—1年） |        |      |          |            |          |
| 傳位                | 諡號   | 姓名 | 在位年數 | 在位時間   | 备注     |
| 第1代               | 陽安侯 | 丁明 | 8年      | 前7年－1年 | 汉哀帝舅 |

### 孔郷侯
| 孔郷侯（前7年—前1年） |        |      |          |              |          |
| 傳位                  | 諡號   | 姓名 | 在位年數 | 在位時間     | 备注     |
| 第1代                 | 孔郷侯 | 傅晏 | 7年      | 前7年－前1年 | 傅皇后父 |

### 平周侯
| 平周侯（前7年—3年） |        |      |          |            |            |
| 傳位                | 諡號   | 姓名 | 在位年數 | 在位時間   | 备注       |
| 第1代               | 平周侯 | 丁滿 | 10年     | 前7年－3年 | 汉哀帝舅子 |

### 高樂侯
| 高樂侯（前7年—前6年） |        |      |          |              |      |
| 傳位                  | 諡號   | 姓名 | 在位年數 | 在位時間     | 备注 |
| 第1代                 | 高樂侯 | 師丹 | 2年      | 前7年－前6年 |      |

### 義陽侯
| 義陽侯（3年—23年） |          |      |          |           |        |
| 傳位               | 諡號     | 姓名 | 在位年數 | 在位時間  | 备注   |
| 第1代              | 義陽節侯 | 師丹 | 1年      | 3年－3年  |        |
| 第2代              | 義陽侯   | 師業 | 20年     | 4年－23年 | 師丹子 |

### 高武侯
| 高武侯（前6年—23年） |          |      |          |            |                |
| 傳位                 | 諡號     | 姓名 | 在位年數 | 在位時間   | 备注           |
| 第1代                | 高武貞侯 | 傅喜 | 15年     | 前6年－9年 | 皇太太后從父弟 |
| 第2代                | 高武侯   | 傅勁 | 14年     | 10年－23年 | 傅喜子         |

### 楊郷侯
| 楊郷侯（前5年—前5年） |        |      |          |              |      |
| 傳位                  | 諡號   | 姓名 | 在位年數 | 在位時間     | 备注 |
| 第1代                 | 楊郷侯 | 朱博 | 1年      | 前5年－前5年 |      |

### 新甫侯
| 新甫侯（前4年—23年） |        |      |          |              |              |
| 傳位                 | 諡號   | 姓名 | 在位年數 | 在位時間     | 备注         |
| 第1代                | 新甫侯 | 王嘉 | 3年      | 前4年－前2年 |              |
| 第2代                | 新甫侯 | 王崇 | 20年     | 4年－23年    | 紹封，王嘉子 |

### 汝昌侯
| 汝昌侯（前3年—前1年） |        |      |          |              |                |
| 傳位                  | 諡號   | 姓名 | 在位年數 | 在位時間     | 备注           |
| 第1代                 | 汝昌侯 | 傅商 | 2年      | 前3年－前2年 | 皇太太后從父弟 |
| 第2代                 | 汝昌侯 | 傅昌 | 1年      | 前1年－前1年 | 紹封，傅商兄子 |

### 陽新侯
| 陽新侯（前3年—前1年） |        |      |          |              |                |
| 傳位                  | 諡號   | 姓名 | 在位年數 | 在位時間     | 备注           |
| 第1代                 | 陽新侯 | 鄭業 | 3年      | 前3年－前1年 | 皇太太后同母弟 |

### 高安侯
| 高安侯（前3年—前1年） |        |      |          |              |      |
| 傳位                  | 諡號   | 姓名 | 在位年數 | 在位時間     | 备注 |
| 第1代                 | 高安侯 | 董賢 | 3年      | 前3年－前1年 |      |

### 方陽侯
| 方陽侯（前3年—前1年） |        |      |          |              |      |
| 傳位                  | 諡號   | 姓名 | 在位年數 | 在位時間     | 备注 |
| 第1代                 | 方陽侯 | 孫寵 | 3年      | 前3年－前1年 |      |

### 冝陵侯
| 冝陵侯（前3年—前1年） |        |        |          |              |      |
| 傳位                  | 諡號   | 姓名   | 在位年數 | 在位時間     | 备注 |
| 第1代                 | 冝陵侯 | 息夫躬 | 3年      | 前3年－前1年 |      |

### 長平侯
| 長平侯（前1年—23年） |          |      |          |            |        |
| 傳位                 | 諡號     | 姓名 | 在位年數 | 在位時間   | 备注   |
| 第1代                | 長平頃侯 | 彭宣 | 4年      | 前1年－3年 |        |
| 第2代                | 長平節侯 | 彭聖 | 14年     | 4年－17年  | 彭宣子 |
| 第3代                | 長平侯   | 彭業 | 6年      | 18年－23年 | 彭聖子 |

## 平帝始封

### 扶德侯
| 扶德侯（1年—9年） |        |      |          |          |      |
| 傳位              | 諡號   | 姓名 | 在位年數 | 在位時間 | 备注 |
| 第1代             | 扶德侯 | 馬宮 | 9年      | 1年－9年 |      |

### 扶平侯
| 扶平侯（1年—4年） |        |      |          |          |      |
| 傳位              | 諡號   | 姓名 | 在位年數 | 在位時間 | 备注 |
| 第1代             | 扶平侯 | 王崇 | 4年      | 1年－4年 |      |

### 廣陽侯
| 廣陽侯（1年—9年） |        |      |          |          |            |
| 傳位              | 諡號   | 姓名 | 在位年數 | 在位時間 | 备注       |
| 第1代             | 廣陽侯 | 甄豐 | 9年      | 1年－9年 | 改封廣新公 |

### 承陽侯
| 承陽侯（1年—9年） |        |      |          |          |            |
| 傳位              | 諡號   | 姓名 | 在位年數 | 在位時間 | 备注       |
| 第1代             | 承陽侯 | 甄邯 | 9年      | 1年－9年 | 改封承新公 |

### 襃魯侯
| 襃魯侯（1年—？） |          |          |          |          |                      |
| 傳位             | 諡號     | 姓名     | 在位年數 | 在位時間 | 备注                 |
| 第1代            | 襃魯節侯 | 公子寬   | 1年      | 1年－1年 | 魯頃公八世孫         |
| 第2代            | 襃魯侯   | 公孙相如 |          | 1年－？  | 改姓公孫氏，後改姬氏 |

### 襃成侯
| 襃成侯（1年—？） |        |      |          |          |      |
| 傳位             | 諡號   | 姓名 | 在位年數 | 在位時間 | 备注 |
| 第1代            | 襃成侯 | 孔均 |          | 1年－？  |      |

### 防郷侯
| 防郷侯（5年—9年） |        |      |          |          |            |
| 傳位              | 諡號   | 姓名 | 在位年數 | 在位時間 | 备注       |
| 第1代             | 防郷侯 | 平晏 | 5年      | 5年－9年 | 改封就新公 |

### 紅休侯
| 紅休侯（5年—9年） |        |      |          |          |            |
| 傳位              | 諡號   | 姓名 | 在位年數 | 在位時間 | 备注       |
| 第1代             | 紅休侯 | 劉歆 | 5年      | 5年－9年 | 改封侯師公 |

### 寧郷侯
| 寧郷侯（5年—9年） |        |      |          |          |      |
| 傳位              | 諡號   | 姓名 | 在位年數 | 在位時間 | 备注 |
| 第1代             | 寧郷侯 | 孔永 | 5年      | 5年－9年 |      |

### 定郷侯
| 定郷侯（5年—9年） |        |      |          |          |      |
| 傳位              | 諡號   | 姓名 | 在位年數 | 在位時間 | 备注 |
| 第1代             | 定郷侯 | 孫遷 | 5年      | 5年－9年 |      |

### 常郷侯
| 常郷侯（5年—9年） |        |      |          |          |      |
| 傳位              | 諡號   | 姓名 | 在位年數 | 在位時間 | 备注 |
| 第1代             | 常郷侯 | 王惲 | 5年      | 5年－9年 |      |

### 望郷侯
| 望郷侯（5年—9年） |        |      |          |          |      |
| 傳位              | 諡號   | 姓名 | 在位年數 | 在位時間 | 备注 |
| 第1代             | 望郷侯 | 閻遷 | 5年      | 5年－9年 |      |

### 南郷侯
| 南郷侯（5年—9年） |        |      |          |          |      |
| 傳位              | 諡號   | 姓名 | 在位年數 | 在位時間 | 备注 |
| 第1代             | 南郷侯 | 陳崇 | 5年      | 5年－9年 |      |

### 邑郷侯
| 邑郷侯（5年—9年） |        |      |          |          |      |
| 傳位              | 諡號   | 姓名 | 在位年數 | 在位時間 | 备注 |
| 第1代             | 邑郷侯 | 李翕 | 5年      | 5年－9年 |      |

### 亭郷侯
| 亭郷侯（5年—9年） |        |      |          |          |      |
| 傳位              | 諡號   | 姓名 | 在位年數 | 在位時間 | 备注 |
| 第1代             | 亭郷侯 | 郝黨 | 5年      | 5年－9年 |      |

### 章郷侯
| 章郷侯（5年—9年） |        |      |          |          |      |
| 傳位              | 諡號   | 姓名 | 在位年數 | 在位時間 | 备注 |
| 第1代             | 章郷侯 | 謝殷 | 5年      | 5年－9年 |      |

### 蒙郷侯
| 蒙郷侯（5年—9年） |        |      |          |          |      |
| 傳位              | 諡號   | 姓名 | 在位年數 | 在位時間 | 备注 |
| 第1代             | 蒙郷侯 | 逯普 | 5年      | 5年－9年 |      |

### 盧郷侯
| 盧郷侯（5年—9年） |        |      |          |          |      |
| 傳位              | 諡號   | 姓名 | 在位年數 | 在位時間 | 备注 |
| 第1代             | 盧郷侯 | 陳鳳 | 5年      | 5年－9年 |      |

### 成武侯
| 成武侯（5年—9年） |        |      |          |          |            |
| 傳位              | 諡號   | 姓名 | 在位年數 | 在位時間 | 备注       |
| 第1代             | 成武侯 | 孫建 | 5年      | 5年－9年 | 改封成新公 |

### 明統侯
| 明統侯（5年—9年） |        |      |          |          |      |
| 傳位              | 諡號   | 姓名 | 在位年數 | 在位時間 | 备注 |
| 第1代             | 明統侯 | 侯輔 | 5年      | 5年－9年 |      |

### 破胡侯
| 破胡侯（5年—9年） |        |      |          |          |      |
| 傳位              | 諡號   | 姓名 | 在位年數 | 在位時間 | 备注 |
| 第1代             | 破胡侯 | 陳馮 | 5年      | 5年－9年 |      |

### 討狄侯
| 討狄侯（5年—9年） |        |      |          |          |      |
| 傳位              | 諡號   | 姓名 | 在位年數 | 在位時間 | 备注 |
| 第1代             | 討狄侯 | 杜勳 | 5年      | 5年－9年 |      |